# Schutz von Landschaftsteilen (Landschaftsschutzverordnung) - Südhang Absberg
Schutz von Landschaftsteilen (Landschaftsschutzverordnung) - Südhang Absberg (ID: LSG-00469.01) ist ein Landschaftsschutzgebiet in Bayern. Es erstreckt sich über eine Fläche von 16,4 Hektar in Absberg, einer Marktgemeinde inmitten des Fränkischen Seenlands im mittelfränkischen Landkreis Weißenburg-Gunzenhausen. Das Landschaftsschutzgebiet wurde 1992 eingerichtet.
Das Landschaftsschutzgebiet liegt im Spalter Hügelland nördlich des Kleinen Brombachsees, einem Vorfluter des Großen Brombachsees. Das Schutzgebiet erstreckt sich entlang eines unbebauten Hangs südlich von Absberg. Südlich grenzt das Landschaftsschutzgebiet Schutz von Landschaftsteilen (Landschaftsschutzverordnung) - Kleiner Brombachsee an.
Das Landschaftsschutzgebiet liegt im Fränkischen Keuper-Lias-Land (11) innerhalb der naturräumlichen Haupteinheit Vorland der Südlichen Frankenalb (113).